# Болиџи (Алабама)
Болиџи (енгл. Boligee) град је у америчкој савезној држави Алабама. По попису становништва из 2010. у њему је живело 328 становника.

## Демографија
Према попису становништва из 2010. у граду је живело 328 становника, што је 41 (11,1%) становника мање него 2000. године.
| Група             | 2000.       | 2010.       |
| Белци             | 39 (10,6%)  | 29 (8,8%)   |
| Афроамериканци    | 328 (88,9%) | 296 (90,2%) |
| Азијати           | 0 (0,0%)    | 0 (0,0%)    |
| Хиспаноамериканци | 7 (1,9%)    | 1 (0,3%)    |
| Укупно            | 369         | 328         |